# Abirattash
Abirattash rey de los casitas de Khana (Mari y Terqa). Hijo de Kashtiliash I y sucedió a su hermano Ushi. Reinó hacia la mitad del siglo XVII a. C. Su sucesor fue Kashtiliash II.
- Datos: Q336925